# Olympische Sommerspiele 1924/Teilnehmer (Kuba)
| Gelbes Symbol für Goldmedaillen mit stilisierten Olympischen Ringen | Graues Symbol für Silbermedaillen mit stilisierten Olympischen Ringen | Braundes Symbol für Bronzemedaillen mit stilisierten Olympischen Ringen |
| ------------------------------------------------------------------- | --------------------------------------------------------------------- | ----------------------------------------------------------------------- |
| —                                                                   | —                                                                     | —                                                                       |

Kuba nahm an den Olympischen Sommerspielen 1924 in Paris, Frankreich, mit einer Delegation von neun Sportlern in zwei Sportarten teil.

## Teilnehmer nach Sportarten

### Fechten
- Eduardo Alonso
Degen, Einzel: 1. Runde
Degen, Mannschaft: Viertelfinale

- Ramón Fonst
Degen, Einzel: Halbfinale
Degen, Mannschaft: Viertelfinale

- Alfonso López
Degen, Mannschaft: Viertelfinale

- Ramíro Mañalich
Degen, Einzel: 1. Runde
Degen, Mannschaft: Viertelfinale

- Osvaldo Miranda
Degen, Mannschaft: Viertelfinale

- Salvador Quesada
Degen, Einzel: 1. Runde
Degen, Mannschaft: Viertelfinale

### Segeln
- Pedro Cisneros, Enrique Conill & Antonio Saavedra
6-Meter-Klasse: 9. Platz